# Паризи
Паризи или Паризијци (лат. Parisii) су галско племе које је живело на обалама реке Сене, на подручју модреног града Париза, током гвозденог доба и римске окупације Галије.

## Историја
Паризијци су имали утврђено насеље (опидум) на мочварном острву реке Сене, које се данас зове Сите (фр. Île de la Cité). Римљани под Цезаром покорили су их 52. п.н.е током Галског рата. Насеље на острву Сите добило је римски гарнизон и име Лутеција (лат. Lutetia) или, тачније Лутеција Паризијаца (лат. Lutetia Parisiorum). Лутеција се под Римљанима шири и на леву обалу Сене, и брзо претвара у значајан и добро утврђен гало-романски град, чији трагови постоје и данас. У доба сеобе народа (3-5. век), Лутеција је напуштена пред најездом Германа и Хуна,  а  преостало галско становништво повукло се у утврђење на острву Сите, које се од пада Западног римског царства зове Париз (лат. Parisius).